# Зови, само зови
Зови, само зови је српска патриотска  песма. Позната је и као „Ој Србијо, мати“ у Србији, а постоји и хрватска верзија под називом „Ој Хрватска, мати“, преузета од српске верзије песме. У раним данима Југославије била је најчешће позната као „Југославска мати“ и служила је сличној сврси као „La Marseillaise“ у Француској.
Рани текстови (зови, само зови) су настали током Првог светског рата и проширили се као јужнословенски поклич, са додатним стиховима, који су додати касније.

## Порекло
Успон панславизма у 19. веку довео је до позива на јединство унутар јужнословенског народа, укључујући Србе, Хрвате и Словенце. Заговорници покрета веровали су у уједињење јужнословенског народа кроз сличности у њиховом језику, култури и етничкој припадности. У то време у Прагу је основан соколски гимнастички систем који се брзо проширио широм словенских земаља. Соко ће постати популаран мотив у националним песмама и списима у време Аустроугарске и Краљевине Југославије.
Један од најранијих записа ове песме налази се у часопису Југославенска њива из 1919. године, где је локално становништво описано да пева „Зови, само зови” уз „Vive La France” и „La Marseillaise". „Југославска мати“ се најпре појављивала засебно, а затим је комбинована са „зови, само зови“. У стихове су додани разни региони Југославије, укључујући и оне у Србији, Хрватској, Босни и Херцеговини и Црној Гори.

## Српски текст
„Ој Србијо, мати” је стара српска песма коју су Хрвати преузели и назвали својом, али зашто у тексту нису променили стих „Срем, Банат и Бачка, три сунца јуначка?”, пишу српски извори.
Дечја клиника Универзитетског клиничког центра Србије, или „Тиршова”, налази у једној београдској улици која носи име чешког доктора филозофије Мирослава Тирша, који је увидео значај вежбања за опште стање човека. Осмислио је читав низ вежби, па је у Прагу 1862. године основао прво „Соколско друштво“, у коме је физичко вежбање заживело на начин на који га познајемо данас.
Соколски покрет се брзо ширио по територијама насељеним Словенима, па је тако у Љубљани, у Загребу, а и у Београду основано соколско друштво.
Након Првог светског рата када су се под једном заставом ујединили народи који су 1918. формирали Краљевину СХС, соколска идеја је достигла врхунац. Стотине хиљада младих је ишло на „соколство“, организоване су масовне показне вежбе, а свуда су биле заједничке песме. Једна од песама је и Ој Србијо, мати, односно у Хрватској Ој Хрватска, мати.
Петар Пекић у својој књизи Историја ослобођења Војводине из 1939. године помиње да је песма са стихом Ој Србијо мати, немој туговати 1. пут  отпевана 1918. године међу Србима у јужном Банату.
| Ој Србијо мати, немој туговати, зови, само зови, сви ће соколови, за те живот дати Срем, Банат и Бачка, три срца јуначка, зови, само зови, сви ће соколови, за те живот дати Херцег-Босна, Лика, то је српска дика зови, само зови, сви ће соколови, за те живот дати Црна Гора мила, увек с нама била, зови, само зови, сви ће соколови, за те живот дати |
| --- |

## Хрватски текст
Један од раних помена стихова „зови само зови“ потиче из писања хрватског писца Славка Јежића у публикацији из 1923. године која описује певање на загребачким улицама: „И доиста, вани с улице допирало је у собу бучно пјевање: Зови, само зови! / Сви ће соколови / За те живот дати!".  Међутим, песма је популаризована након југословенских ратова 90-их година, од када хрватски навијачи певају измењен текст: "Ој Хрватска, мати, Србе ћемо клати".
| Oj Hrvatska mati, nemoj tugovati. Zovi, samo zovi Svi će sokolovi Za te život dati! Srijem, Banat i Bačka, tri srca junačka! Herceg-Bosna, Lika, to je naša dika! Dalma, Kvarner, Istra, slobodno nek blista! Za mir, za slobodu, Hrvatskom narodu, Život ćemo dati! |
| --- |

## У популарној култури
Генеричко навијачко скандирање "Зови, само зови" укључено је у видео игрицу ФИФА Светског првенства 2002. године, без обзира на то које репрезентације играју утакмицу.